# Lipoproteinlipase
Lipoproteinlipase er et enzym der findes på de endotelceller der beklæder blodkarenes inderside ud for muskel- eller fedtceller. Enzymet spalter triacylglycerol til glycerol og fedtsyrer. 
Minder om den lipase der deltager i lipolyse.
| Biokemi | Spire Denne biokemiartikel er en spire som bør udbygges. Du er velkommen til at hjælpe Wikipedia ved at udvide den. |